# رئیس‌جمهور موقت (آمریکا)
رئیس‌جمهور موقت (به انگلیسی: Acting President of the United States) یک مقام است که در صورت نیاز موقتی، مسئولیت‌های رئیس‌جمهور ایالات متحده آمریکا را بر عهده می‌گیرد.
برای رفع ابهام در مورد مسئولیت مقام جانشینی معاون رئیس‌جمهور ایالات متحده آمریکا (که در صورت مرگ یا عدم توانایی رئیس‌جمهور به‌طور دائم به وی واگذار خواهد شد)، بند اول اصلاحیه ۲۵ قانون اساسی ایالات متحده آمریکا به وضوح این موضوع را مشخص می‌کند.